# Amakusanthura coppingeri
Amakusanthura coppingeri is een pissebed uit de familie Anthuridae. De wetenschappelijke naam van de soort is voor het eerst geldig gepubliceerd in 1925 door Barnard.